# Pendung Talang Genting
Pendung Talang Genting is een bestuurslaag in het regentschap Kerinci van de provincie Jambi, Indonesië. Pendung Talang Genting telt 1132 inwoners (volkstelling 2010).